# Skarphéðinn Guðmundsson
Skarphéðinn Guðmundsson, né 7 avril 1930 à Siglufjörður et décédé le 20 janvier 2003 à Hafnarfjörður, est un skieur nordique islandais, membre du club Skíðafélag Siglufjarðar. 

## Biographie
Il est l'un des trois Islandais qui ont concouru dans des épreuves olympiques de saut à ski. À Squaw Valley lors de l'édition 1960, il s'est classé 43e sur 45 participants.
Il a été cinq fois champion d'Islande de saut à ski, en 1953, 1958, 1960, 1962 et 1963. Il a également été champion d'Islande de combiné en 1954. Lors des Jeux olympiques d'hiver de 1960, où il a sauté à 64 mètres dans les deux manches, il avait atteint 80 mètres lors de l'entraînement : c'est probablement le plus long saut réalisé par un sauteur islandais jusqu'en 2017.
Skarphéðinn Guðmundsson travaillé à la coopérative de Siglufjörður de 1950 à 1971, puis à Vík í Mýrdal jusqu'en 1972, quand il a déménagé à Hafnarfjörður. Là, il a travaillé dans la banque Samvinnubanki jusqu'à ce qu'il tombe gravement malade en mai 1993. Il a été membre du conseil d'administration de la fédération islandaise de ski, et a également été actif politiquement dans le parti Alþýðuflokkurinn à Siglufjörður et Hafnarfjörður.

## Sources
- Morgunblaðið: Skarphéðinn Guðmundsson (nécrologie, 30. Janvier 2003)
- Jens Jahn, Egon Theiner: Enzyklopädie des Skispringens. AGON Sportverlag, Kassel, 2004.  (ISBN 3-89784-099-5), plusieurs pages.

1. ↑  Alþýðublaðið: Skíðastökkið verður hápunktur leikanna (p. 16, 28 février 1960, déposé auprès de la bibliothèque nationale islandaise)
2. ↑  (no) « Anton (15) satte islandsk rekord i Lierberget », Ringsaker Blad,‎ 21 mars 2017 (lire en ligne)